# 投降
投降是指軍人在自願或長官的命令下，停止對敵人的戰鬥並成為戰俘的行動。戰鬥人員投降時多會豎起白旗或高舉、張開雙手。
國家、政權或政府亦可能選擇投降以停止戰爭或軍事衝突。投降包括簽訂停火令、和約或降書。
中文“投降”一词该词出自于《放淮西生口归本贯敕》。

## 參閱
- 無條件投降
- 有條件投降
- 戰爭法
- 日內瓦公約
- 日本投降
- 意大利投降
- 德國投降